# Lithophyllum
Lithophyllum Philippi, 1837  é o nome botânico  de um gênero de algas vermelhas marinhas pluricelulares da família Corallinaceae, subfamília Lithophylloideae.

## Espécies
Atualmente apresenta 107 espécies taxonomicamente válidas, entre elas:
- Lithophyllum incrustans Philippi, 1837
- Lista de espécies do gênero Lithophyllum